# 야기촌 (교토부)
야기촌(일본어: 八木村)은 일본 교토부 다케노군에 있던 촌이다. 현재의 교탄고시에 해당한다.

## 역사
- 1889년 4월 1일 - 정촌제 시행으로, 다케노군 야기촌이 발족.
- 1899년 - 요사군 노마촌의 일부를 편입.
- 1925년 12월 1일 - 도쿠미쓰촌과 합병하여 도요사카촌이 발족. 야기촌은 폐지됨.

## 참고문헌
- 「角川日本地名大辞典」編纂委員会『角川日本地名大辞典 26 京都府』角川書店、1982年